# カオスロジック
「カオスロジック」は、 いとうかなこの20枚目のシングル。2012年11月28日に5pb.から発売された。

## 概要
タイトル曲の「カオスロジック」は2012年11月22日に発売されたPlayStation 3版「CHAOS;HEAD NOAH」のオープニングテーマ。
「CHAOS;HEAD」はシリーズを通して志倉千代丸が作詞・作曲を担当しており、本作もゲームの世界とリンクした歌詞になっている。
5pb.GamesのYouTube公式チャンネルにてオープニング映像が公開されている。
また、カップリングされた「D.P.」も2012年11月21日に発売されたテレビアニメ「カオスヘッド」のBlu-ray Boxに収録された新しいエンディングテーマとなっている。
ジャケットはささきむつみによりヒロイン咲畑梨深が描かれている。

## 収録曲
1. カオスロジック [4:34]
作詞・作曲：志倉千代丸、編曲：磯江俊道
PS3専用ゲームソフト『CHAOS;HEAD NOAH』オープニングテーマ
2. D.P. [4:37]
作詞：江幡育子、作曲・編曲：磯江俊道
テレビアニメ『カオスヘッド』Blu-ray Box版 新エンディングテーマ
3. カオスロジック (Off Vocal)
4. D.P. (Off Vocal)